# Christine Bulliard-Marbach
Christine Bulliard-Marbach (Bern, 13 oktober 1959) is een Zwitserse onderwijzeres en politica voor Het Centrum uit het kanton Fribourg.

## Biografie
Christine Bulliard-Marbach was van 1996 tot 2006 lid van het gemeentebestuur van Ueberstorf, waarvan ze in 2006 burgemeester was. Van 2001 tot 2011 zetelde ze in de Grote Raad van Fribourg. Bij de federale parlementsverkiezingen van 2011 werd ze voor het eerst verkozen als lid van de Nationale Raad, waar ze zetelt sinds 5 december 2011.
- Base de données des élites suisses: 82609
- Zwitserse Bondsvergadering: 4101
- Virtual International Authority File: 305973091